# 北陸先端科学技術大学院大学の人物一覧
北陸先端科学技術大学院大学の人物一覧は北陸先端科学技術大学院大学に関係する人物の一覧記事。

## 教員
（五十音順）
- 浅野哲夫（元情報科学研究科教授、元学長、工学者）
- 飯田弘之（情報科学研究科教授、将棋棋士（2014年3月末で引退））
- 池田心（先端科学技術研究科教授）
- 伊丹敬之（元知識科学研究科教授（一橋大学教授と併任）、経営学者、一橋大学名誉教授、文化功労者、紫綬褒章受章）
- 伊藤泰信（先端科学技術研究科教授、日本学術会議会員）
- 加護野忠男（元知識科学研究科教授（神戸大学教授と併任）、経営学者、神戸大学名誉教授）
- 木村克美（材料科学研究科教授、集団遺伝学者、日本化学会進歩賞、日本化学会賞受賞、紫綬褒章、勲三等旭日中綬章受章）
- 高田十志和（元教授、市村学術賞（功績賞）、高分子学会賞受賞）
- 永井由佳里（元知識科学研究科教授、副学長、情報学者）
- 野中郁次郎（元知識科学研究科教授、初代知識科学研究科長、経営学者（知識経営の生みの親）、一橋大学名誉教授、カリフォルニア大学バークレー校経営大学院ゼロックス知識学特別名誉教授、紫綬褒章受章、日本学士院会員）
- 林勇二郎（監事、特別顧問）
- 牧島亮男（元副学長、材料工学、元国際セラミックス連盟 (ICF) 会長）
- 宮地充子（元情報科学研究科教授、情報科学者、数学者）

## 出身者
（五十音順）
- 大串正樹 - 衆議院議員
- 尾澤重知 - 早稲田大学人間科学学術院准教授
- 小野哲雄 - 北海道大学大学院情報科学研究院教授
- 木村真三 - 獨協医科大学准教授
- 酒井潤 - 投資家、YouTuber
- 七分勇勝 - 北海道大学大学院地球環境科学研究院環境物質科学専攻准教授
- 鈴木大輔 - 日本Linux協会会長
- 高橋秀樹 - 放送作家
- 殿岡康永 - ゲームクリエイター
- とつげき東北 - 麻雀研究家、中退
- 豊田喜代美 - ソプラノ歌手
- 橋本せつ子 - セルシード社長
- 長谷川光一 - 大阪工業大学知的財産専門職大学院准教授
- 藤谷昌敏 - 金沢工業大学客員教授、明倫館教授
- 藤本貴之 - 東洋大学総合情報学部准教授
- 平山毅 - 実業家
- 六井淳 - 計算機科学者
- 宮崎純 - 東京工業大学情報理工学院教授
- 宮下芳明 - 明治大学総合数理学部教授
- 孟菲 - 二胡奏者
- 望月源 - 東京外国語大学総合国際学研究院准教授